# Nostalgia della luce
Nostalgia della luce (Nostalgia de la luz) è un documentario del 2010 scritto e diretto da Patricio Guzmán, che ne è anche la voce narrante.
Il regista affronta nuovamente il tema della dittatura di Pinochet e della tragedia dei desaparecidos, in particolare del loro ricordo e rimozione nel Cile contemporaneo, da un inedito punto di osservazione, il deserto di Atacama.
Il titolo del film è ispirato al libro Nostalgie de la Lumière: monts et merveilles de l'astrophysique dell'astrofisico francese Michel Cassé.

## Riconoscimenti
Il film ha ricevuto l'European Film Awards per il miglior documentario.

## Critica
Roberto Silvestri (Il manifesto) l'ha definito «mozzafiato e commovente».